# Melchiorre Corelli
Melchiorre Corelli  (Curelich) (Pićan, 30. srpnja 1886. – Trst, 19. srpnja 1955.), tal. povjesničar podrijetlom iz Hrvatske

## Životopis
Rođen u hrvatskoj obitelji (Kurelić) u Pićnu. U Labinu je proveo djetinjstvo. Studirao je u Trstu i Grazu. Radio je u školama u Kopru, Trstu, Firenci i Rijeci. Od 1920. i tijekom drugoga svjetskog rata je u Labinu. U Labinu je bio sudionik kulturno-političkog života tog kraja. Suorganizator svečanog prenošenja kostiju Tomasa Lucianija natrag u Labin 1923. godine. Pisao o labinskim temama, uglavnom manje radove. Pripadao je odnarođenim, potalijančenim Hrvatima. Poslije rata odselio se u Goricu, pa u Trst. Urednik časopisa Pagine Istriane od 1949. do 1955. godine. Talijaniziran i odnarođen, objavljivao je samo članke protiv promjene granica, koje su išle u smjeru teritorijalnih gubitaka Italije, a sve u službu talijanskih optanata.

## Radovi
Izabrani radovi:
- Termini e modi di dire (toscani, veneti, ecc.) usati dagli Slavi nel territorio di Albona (1908.)
- Il Lapidario albonese (1937.)
- Il diritto d’Italia sulla Venezia Giulia (1950.)
- Martirologio istriano, settembre-ottobre 1943 (1953.)
- Trieste restituita all’Italia (1954.)